# Ивахненко, Михаил Феодосьевич
Михаил Феодосьевич Ивахненко (30 сентября 1947, Смоленск, РСФСР, СССР — 10 июля 2015, Раменское, Московская область, Российская Федерация) — советский и российский палеонтолог, доктор биологических наук.

## Биография
В 1970 году окончил геологический факультет ЛГУ. В 1974 году защитил диссертацию кандидата биологических наук «Пермские и триасовые проколофоны СССР», в 1983 году — диссертацию доктора биологических наук.
С 1992 по 1997 годы работал заведующим лабораторией Палеонтологического института им. А. А. Борисяка РАН.
Умер 10 июля 2015 года. Похоронен на Быковском мемориальном кладбище.

## Публикации
Более 50 публикаций, в том числе 4 монографии.
- «Пермские и триасовые проколофоны Русской платформы» (1979, Тр. ПИН, Т.164).
- «Пермские парарептилии СССР» (1987, Тр. ПИН, Т.223).
- «Пермские и триасовые тетраподы Восточной Европы» (в соавт., 1998, Тр. ПИН, Т.268).
- Тетраподы Восточно-Европейского плакката — позднепалеозойского территориально-природного комплекса. — Пермь, 2001. — 200 с. — 1000 экз. — ISBN 5-88345-064-4.